# Valutahandel
Valutahandel foregår på det internationale valutamarked og giver mulighed for at stater, (særligt centralbanker), organisationer, virksomheder og privatpersoner kan sælge en valuta og købe en anden.
Valutahandel er en forudsætning for international handel. Hvis en dansk virksomhed vil købe varer af en amerikansk leverandør, er den danske virksomhed formentlig nødt til at betale leverandøren i dollars. Hermed opstår et behov for at veksle én valuta til en anden. Det skønnes, at der omsættes for over 3,98 trillioner dollars om dagen.
Ved valutaspekulation forstås, at en valutahandel eksempelvis sælger danske kroner og køber amerikanske dollars i håb om, at valutakursen forandres over tid, således at man kan sælge de amerikanske dollars til en bedre kurs. En aftale om at bytte to valutaer, og senere bytte dem tilbage igen, kaldes en  swap.
Det har traditionelt set være større investeringsbanker, internationale koncerner og andre finansielle store spillere der har haft adgang til valutamarkedet. Dette skyldes de høje transaktionssummer der har været minimum i valutahandlen. Men takket være en stor mængde nye udbydere på markedet, er det nu muligt selv for privatpersoner at handle valuta direkte på markedet.
For private valutaspekulanter i Danmark er det væsentligt at hæfte sig ved skattelovgivnigen. Den er nemlig ikke helt så gunstig, som lovgivningen er over for aktiespekulation. Forskellen er, at et eventuelt tab på årets valutahandel IKKE kan trækkes fra, som det er tilfældet med aktiehandel. Privatpersoner skal angive det samlede resultat af årets handel i selvangivelsen under ”Anden personlig indkomst”.  Gevinst angives i rubrik 346, mens tab angives i rubrik 85 til fremførsel i op til 5 år.
Den danske krone er part i under 1% af verdens samlede valutahandler.